# ベルクツァバンの戦い

戦地となったベルクツァバンの位置。現在はドイツ連邦共和国 ラインラント＝プファルツ州ズュートリヒェ・ヴァインシュトラーセ郡の市になっている。

ベルクツァバンの戦い（仏: Bataille de Bergzabern, 英: Battle of Bergzabern）は、1793年10月3日に第一次対仏大同盟軍とフランス第一共和国軍が繰り広げたフランス革命戦争中の戦いである。
シャルル・グランギエール・ド・ラ・フェリエール将軍とルイ・シャルル・アントワーヌ・ドゼー将軍が指揮するフランス軍は、ブラウンシュヴァイク＝ヴォルフェンビュッテル侯であったカール・ヴィルヘルム・フェルディナントの指揮するプロシア軍とエミグレ（Émigré）の軍に敗北した。

## 前史
1793年5月、ライン軍はヴィサンブール近辺の防衛線を占領し、要塞化していた。同盟軍は同時に正面から攻撃して両端を回したが、打ち負かされて撃退された。
オーストリア軍は正面から攻撃し、カール・ヴィルヘルム・フェルディナント（以下ブラウンシュヴァイク侯）が指揮するプロイセン軍はフランス軍の左側からヴォージュ山脈を通って進軍するという新たな試みを行った。
また、オーストリアのダゴベルト・フォン・ヴルムザー（Dagobert Sigmund von Wurmser、以下フォン・ヴルムザー将軍）将軍の命令により、フレデリック・シャルル＝オーギュスト・ド・ワルデック＝ピルモント（Frédéric-Charles-Auguste de Waldeck-Pyrmont、以下ワルデック王子）と1万人の兵士は、ライン川をセルツで渡り、同市を占領し、ラウターバッハとフランス軍の陣地の間に陣地を選んで、フランス軍の退路を断つことになっていた。

## 戦闘
10月3日、ワルデック王子はオーストリア軍がセルツを奇襲している間に、プリッタースドルフ（de: Plittersdorf (Rastatt)）のライン川を密かに静かに渡河した。
フォン・ヴルムザー将軍は、戦線の中央を3つの隊列で攻撃した。第1隊はフランス軍の陣地とシュタインフェルト（Steinfeld, Rhineland-Palatinate）に設置された砲台に向かい、第2隊はビエンヴァルト（fr: Bienwald）に向かい、第3隊はコンデ公ルイ5世ジョゼフとエミグレたちのいるベルクツァバンを攻撃したのである。
エミグレの軍はいくつかの堡塁（ルドゥート）を獲得し、17の大砲を鹵獲し、ウィサンブールを占領した。
オーストリア軍の抵抗はほとんどなく、フランス軍の防御の翼はすでに翻弄されていた。アルテンシュタットは襲撃され、フランス軍はガイスベルグ（Geisberg）に退却させられた。
左側では、ブランズウィック公爵がノスヴァイラー（de: Nothweiler）とレンバッハ（fr: Lembach）に向かって行進していた。
シャルル・グランギエール・ド・ラ・フェリエール将軍とルイ・シャルル・アントワーヌ・ドゼー将軍は最後まで陣地を守り、ノスヴァイラーとレンバッハへの見事な撤退劇を演じた。
その後、フランス軍は、ビチェ（fr: Bitche）との自由な連絡を確保するために、ライヒスホーフェン（fr: Reichshoffen）とウッテンホーフェン（fr: Uttenhoffen）を占領して、モデル川（fr: Moder (rivière)）の旧線の後ろに陣取った。

## その後
フランスの将官は全員解雇された。
二人の代議士は、精力的に檄を飛ばし、生まれながらにして指揮する運命にあると感じている（→生まれながらにして自分が将来指揮官になると思っている）すべての兵士に、勝利を勝ち取るために名乗りを上げるよう命じ、自分の弱さに勝てない重荷をあえて背負おうとする僭越な人間を、人々の怒りをもって脅した。このとき名乗りを上げたのは、わずか11人で、フランスには100万人の兵士がいたが、優れた指揮官は一人もいなかった。
しかし、この年は、ジャン＝バティスト・ジュールダン、ルイ＝ラザール・オッシュ、ジャン＝シャルル・ピシュグル（Jean-Charles Pichegru）が総司令官になった年である。ピシュグルはライン軍の指揮を執るとすぐに、愛国心だけで、自分を尊重すること以上に規律を守らせる方法を知らない将校たちをすべて解雇し、自分の陣営における従属・服従システムを作り替え、自分の命令が時間通りに実行されるのを確実にするまで、敵のもとへは進軍しなかった。
ルイ＝ラザール・オッシュも同様にモーゼル軍（Armée de la Moselle）を再編した。ピシュグル同様オッシュも軍隊に規律と強さを取り戻し、強化に必要なものを与え、将校を刺激し、将軍を励ますことで、すぐに敵に強大な軍隊を見せつけアルザスからの退去を余儀なくさせることに成功した。